# 신림역 (원주)
신림역(Sillim station, 神林驛)은 강원도 원주시 신림면 용암리에 위치한 중앙선의 철도역이었다.

## 연혁
- 1941년 7월 1일 : 보통역으로 영업 개시[1]
- 1950년 6월 30일 : 한국전쟁으로 역사소실
- 1956년 1월 1일 : 현재 역사 신축
- 1984년 9월 1일 : 통과선 신설
- 1988년 1월 1일 : 소화물 취급 중지[2]
- 2004년 9월 1일 : 화물 취급 중지[3]
- 2008년 10월 31일 : 운전취급 거점화역 설비개량(창교, 연교, 구학, 신림)
- 2020년 3월 2일 : 누리로 운행 개시
- 2021년 1월 5일 : 폐역

## 사진

역사 (광장쪽)
역사 (선로쪽)
역 구내 (하행선 방향)
역 구내 (상행선 방향)
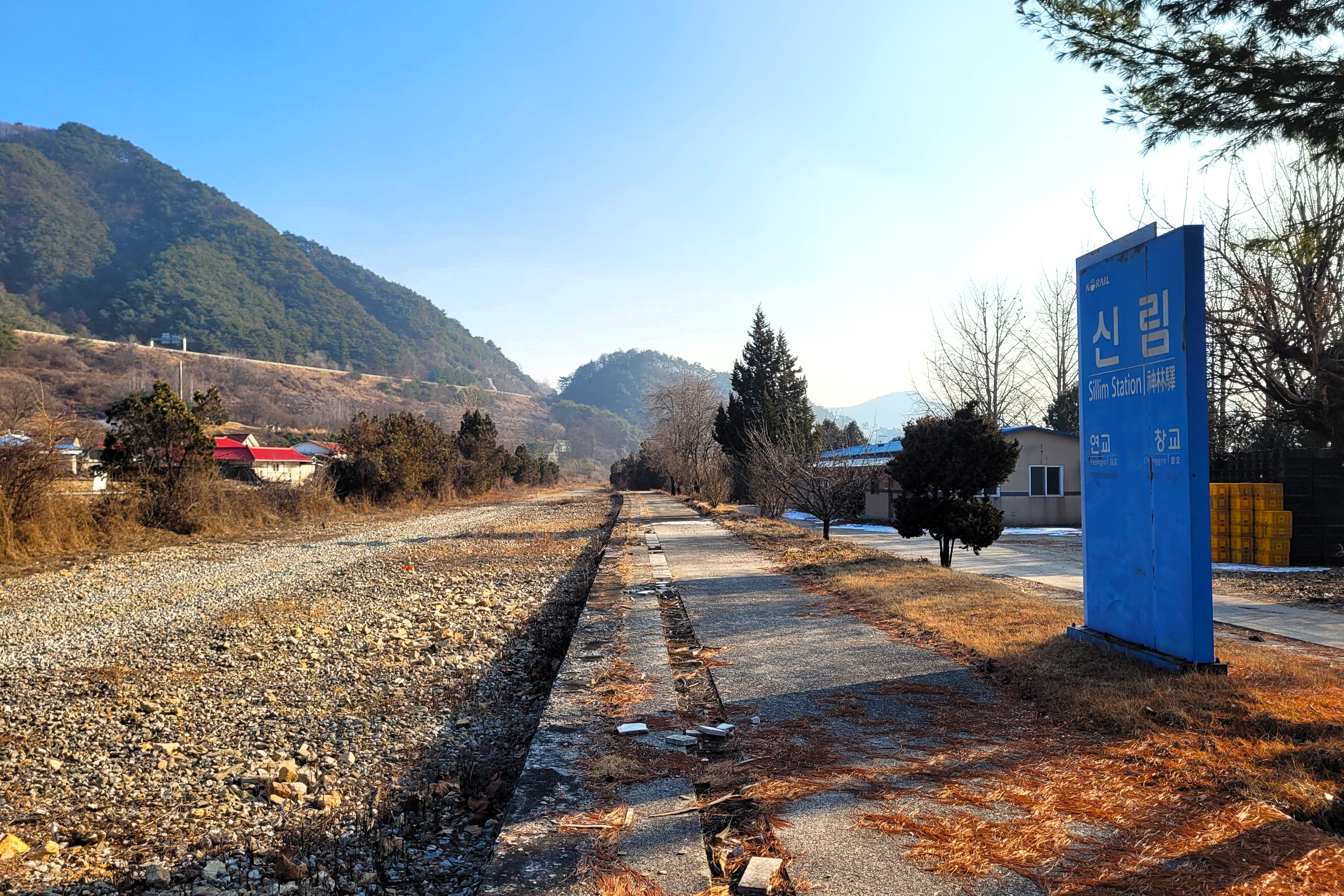
2021년 이후 선로가 걷힌 플랫폼